# Lissodendoryx tylostyla
Lissodendoryx tylostyla är en svampdjursart som beskrevs av Jinhe 1986. Lissodendoryx tylostyla ingår i släktet Lissodendoryx och familjen Coelosphaeridae. Inga underarter finns listade i Catalogue of Life.